# Eduardo Gurbindo
Eduardo Gurbindo Martínez (Pamplona, 8 de noviembre de 1987) es un jugador de balonmano español. Juega en las posiciones de lateral derecho y de extremo derecho en el club Beşiktaş JK. Mide 1,95 metros y pesa 92 kg.
Ha sido internacional con la Selección de balonmano de España disputando la fase de clasificación del Campeonato Europeo de Balonmano Masculino de 2010, el Campeonato Mundial de Balonmano Masculino de 2011 y los Juegos Olímpicos de Londres 2012.

## Clubes
- Portland San Antonio (2003 - 2007)
- Club Balonmano Torrevieja (2007 - 2009)
- BM. Valladolid (2009 - 2012)
- F. C. Barcelona Intersport (2012 - 2016)
- HBC Nantes (2016 - 2021)
- Dinamo Bucarest (2021 - 2023)
- THW Kiel (2023 - 2024)
- Beşiktaş JK (2024 - )

## Palmarés

### Clubes
- 1 vez campeón de la Liga ASOBAL
- 1 vez campeón de la Supercopa de España de Balonmano
- 1 vez campeón de la Copa de Francia de balonmano
- Liga Națională (2): 2022, 2023
- Copa de Rumania de balonmano (1): 2022

### Selección nacional
- Medalla de bronce en el Campeonato Mundial de Balonmano Masculino de 2011
- Medalla de bronce en el Campeonato Europeo de Balonmano Masculino de 2014
- Medalla de plata en el Campeonato Europeo de Balonmano Masculino de 2016
- Medalla de oro en el Campeonato Europeo de Balonmano Masculino de 2018
- Medalla de bronce en los Juegos Olímpicos de Tokio 2020
- Medalla de plata en el Campeonato Europeo de Balonmano Masculino de 2022